# Rovaniana
Rovaniana è una biografia ed uno studio critico di Carlo Dossi, dedicato all'amico ed ispiratore Giuseppe Rovani.

## Trama

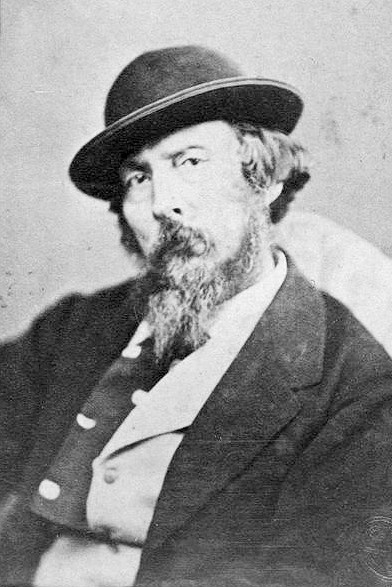
Lo scrittore Giuseppe Rovani, amico ed ispiratore del Dossi. A lui venne dedicata idealmente la Rovaniana

L'opera venne coltivata da Carlo Dossi nella seconda parte della sua vita e probabilmente in maniera intensa dopo la morte dell'amico ed ispiratore Giuseppe Rovani, da cui appunto il nome di Rovaniana. L'opera venne sempre continuata gelosamente in abbozzo ma non venne mai terminata perché il Dossi fu preso da altre opere. La prima edizione, infatti, uscì postuma grazie all'interessamento del figlio Franco e venne impressa in 700 esemplari totali.
L'opera si presenta come un incrocio tra una biografia ed uno studio critico sul suo corregionale Giuseppe Rovani, che il Dossi adorava in particolare per la sua opera Cento anni in quanto vedeva in quell'opera uno dei più vividi affreschi della Scapigliatura lombarda di cui il Dossi era esponente. La celebrazione raggiunge il proprio apice nella frase dello stesso Dossi: "Rovani è il continuatore logico di Manzoni, come il Dossi di Rovani", ponendosi quindi in continuità come erede e prosecutore dell'opera di entrambi, ma anche come elemento di novità rispetto al classicismo manzoniano ed alla tendenza al ciclopico del Rovani.

## Edizioni
- Carlo Dossi, Rovaniana, Nicodemi, 1944.